# Список мемориальных плит Большой братской могилы мемориального комплекса «Героям Сталинградской битвы»

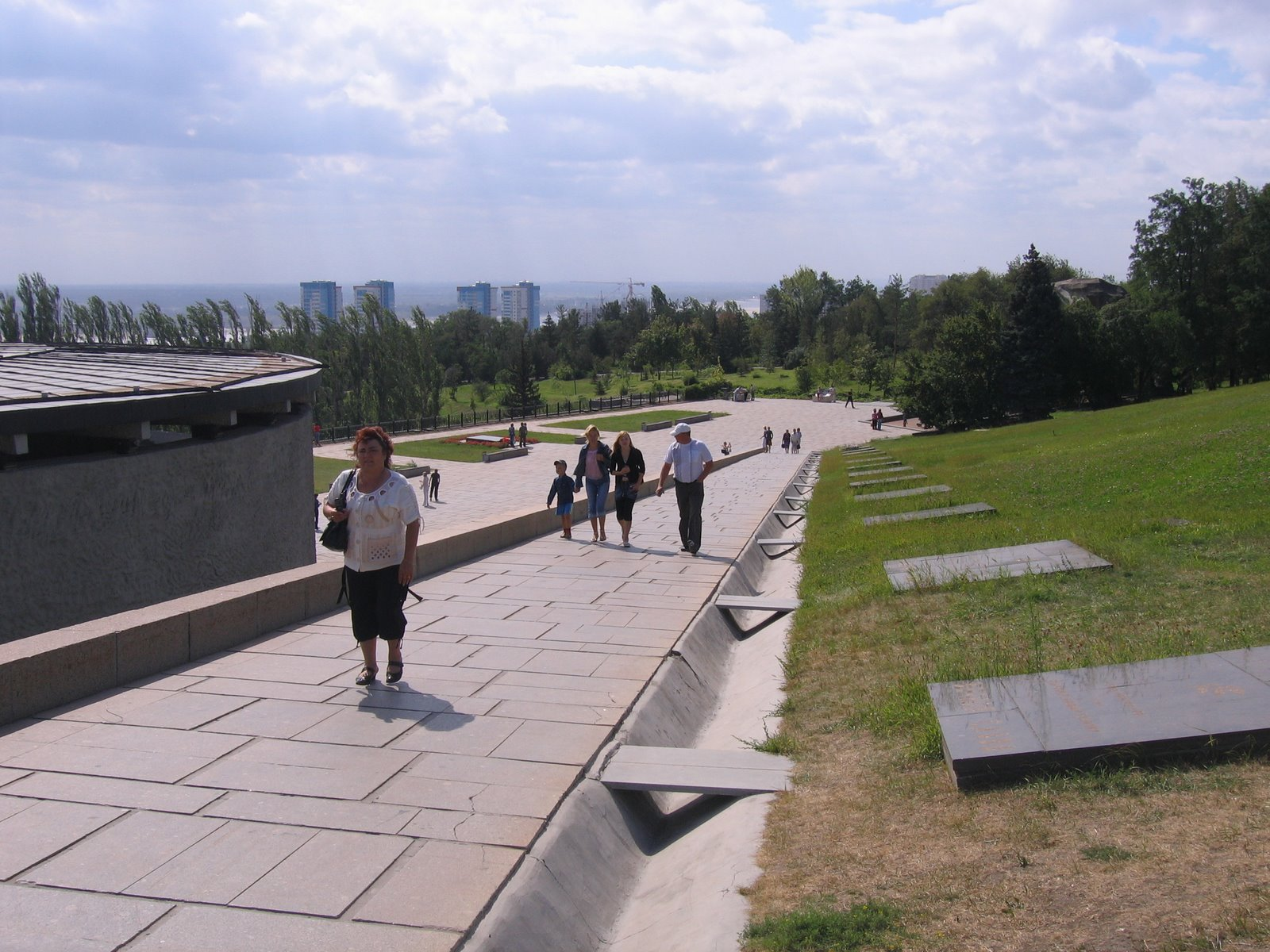
Дорожка вдоль Большой братской могилы

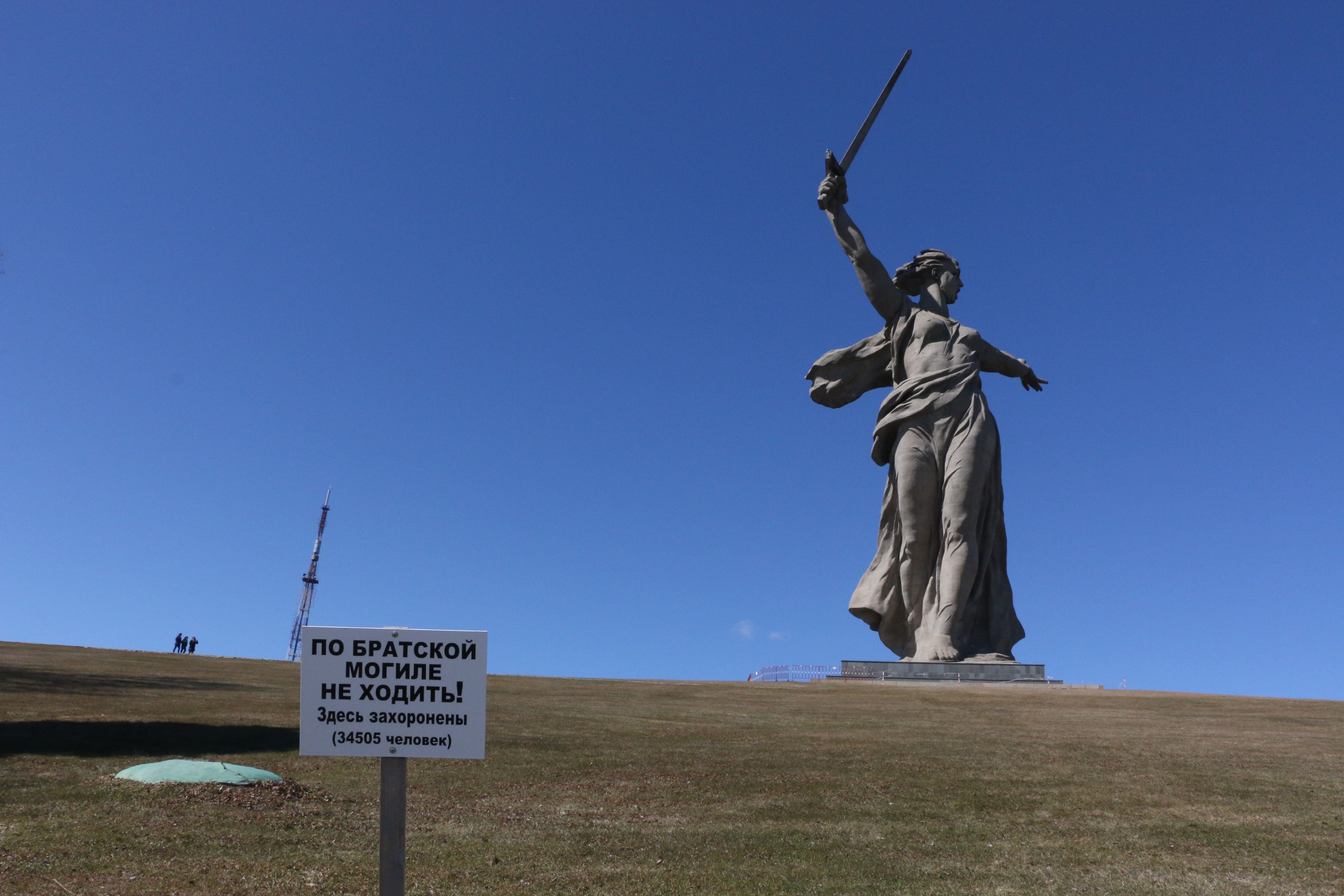
Табличка-предупреждение у Большой братской могилы

Большая братская могила — часть Историко-мемориального комплекса «Героям Сталинградской битвы» на Мамаевом кургане в Волгограде. Большая братская могила расположена на Площади Скорби. Комплекс Площади Скорби включает выход из Зала Воинской славы, могилу В. И. Чуйкова, скульптурную композицию «Скорбь матери» и омывающий её «Бассейн слёз», Большую братскую могилу и дорожку, ведущую на вершину Мамаева кургана к скульптуре «Родина-мать зовёт».
Мамаев курган, обозначавшийся на картах Генерального штаба и схемах города как «высота 102.0», стал местом ожесточённых боёв во время Сталинградской битвы. Бои за овладение этой господствующей высотой шли непрерывно в течение 140 суток и закончились 26 января 1943 года, когда курган был полностью очищен от немецких войск. О характере боёв говорит тот факт, что весной 1943 года склоны Мамаева кургана не покрылись зелёной травой. Сразу же после окончания Сталинградской битвы возникла идея создать на вершине высоты 102.0 памятник погибшим защитникам города. С 1945 по 1955 год в Советском Союзе проводились конкурсы на проект мемориала. В итоге Министерство культуры остановилось на проекте Е. В. Вучетича. Строительство мемориального комплекса началось в мае 1959 года. Торжественное открытие состоялось 15 октября 1967 года.
При строительстве мемориального комплекса «Героям Сталинградской битвы» на Мамаевом кургане была создана Большая братская могила — захоронение, куда был перенесён прах 34 505 воинов из братских могил, находившихся в разных районах Сталинграда (Волгограда). 7 июля 1975 года в Большой братской могиле была захоронена урна с прахом генерал-полковника М. С. Шумилова. 12 января 1978 года в братской могиле была захоронена урна с прахом председателя Сталинградского городского комитета обороны А. С. Чуянова. В 1991 году здесь был погребён уроженец Царицына, дважды Герой Советского Союза В. С. Ефремов, а 31 января 2006 года — Герой Советского Союза снайпер В. Г. Зайцев. Таким образом, общее число защитников Сталинграда, покоящихся в Большой братской могиле, составляет 34 509 человек. Могила В. И. Чуйкова расположена отдельно, на Площади Скорби, однако является частью общего захоронения.
По периметру захоронения проложена дорожка к монументу «Родина-мать зовёт». Первой расположена мемориальная плита неизвестного солдата. Далее, вдоль дорожки, размещены 37 мемориальных плит с именами особо отличившихся защитников Сталинграда. Часть мемориальных плит связана с реальными захоронениями, но часть возложена в знак глубочайшего уважения к героям, хотя их могилы находятся в других регионах России и Украины. Останки некоторых героев (таких как, например, В. В. Землянский) вообще не были обнаружены. Большая часть мемориальных плит была установлена во время строительства мемориального комплекса, однако часть мемориальных плит (и захоронений) были созданы после строительства в соответствии с завещаниями или в память о подвиге. Примером такого захоронения может служить могила В. Г. Зайцева и памятная плита Ф. Г. Гануса.

## Список

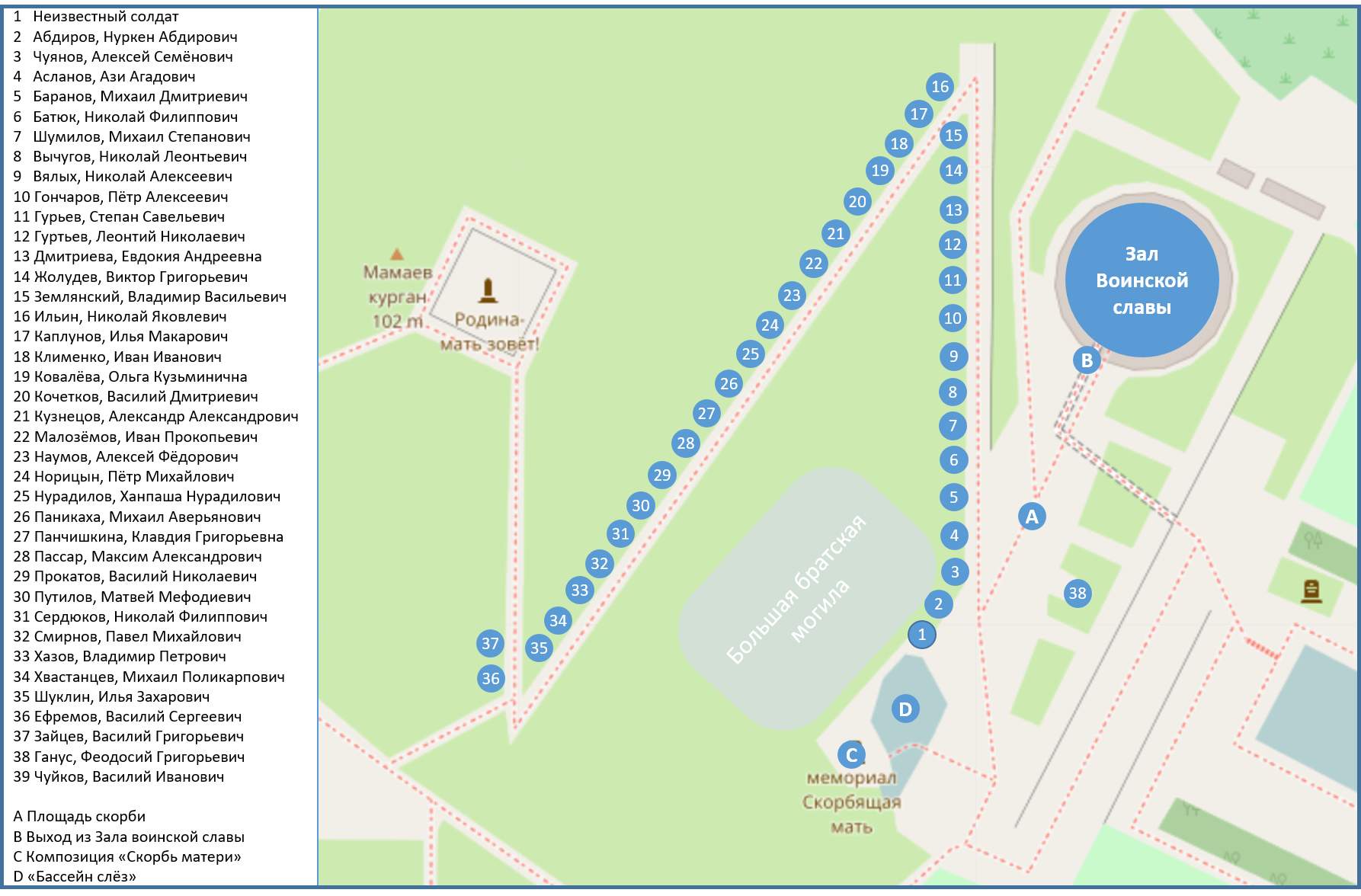
Схема Большой братской могилы

Легенда:
 — Герой Советского Союза
 — Орден Ленина
 — Герой Российской Федерации
 — Орден Красного знамени
 — Орден Отечественной войны II степени
| Портрет | Имя и высшая награда                          | Воинское звание и должность                                                           | Статус захоронения | Изображение памятной плиты | Примечания                                                                     |
| ------- | --------------------------------------------- | ------------------------------------------------------------------------------------- | ------------------ | -------------------------- | ------------------------------------------------------------------------------ |
|         | Неизвестный солдат                            |                                                                                       | мемориальная плита |                            | на плите написано: «Имя твоё неизвестно. Подвиг твой бессмертен. Вечная Слава» |
|         | Абдиров, Нуркен Абдирович (1919—1942)         | сержант, пилот (808-й штурмовой авиационный полк)                                     | мемориальная плита |                            | похоронен в хуторе Коньков                                                     |
|         | Чуянов, Алексей Семёнович (1905—1977)         | председатель Сталинградского городского совета обороны                                | захоронение        |                            | захоронен по завещанию                                                         |
|         | Асланов, Ази Агадович (1910—1945)             | генерал-майор танковых войск, командир 55-го отдельного танкового полка               | мемориальная плита |                            | похоронен в городе Баку                                                        |
|         | Баранов, Михаил Дмитриевич (1921—1943)        | капитан, пилот (9-й гвардейский истребительный авиационный полк)                      | мемориальная плита |                            | похоронен в городе Котельниково                                                |
|         | Батюк, Николай Филиппович (1905—1943)         | генерал-майор, командир 284-й стрелковой дивизии                                      | мемориальная плита |                            | похоронен в городе Святогорск                                                  |
|         | Шумилов, Михаил Степанович (1895—1975)        | генерал-полковник, командующий 64-й армией                                            | захоронение        |                            | захоронен по завещанию                                                         |
|         | Вычугов, Николай Леонтьевич (1902—1942)       | ополченец, младший лейтенант, командир танковой бригады народного ополчения           | захоронение        |                            | перезахоронен во время строительства мемориального комплекса                   |
|         | Вялых, Николай Алексеевич (1918—1943)         | младший сержант, радист танка КВ (91-я танковая бригада)                              | мемориальная плита |                            | похоронен у хутора Новая Надежда                                               |
|         | Гончаров, Пётр Алексеевич (1903—1944)         | старший сержант, снайпер (15-я гвардейская стрелковая дивизия)                        | мемориальная плита |                            | похоронен в селе Водяное                                                       |
|         | Гурьев, Степан Савельевич (1902—1945)         | генерал-майор, командир 39-й гвардейской стрелковой дивизии                           | мемориальная плита |                            | похоронен в городе Калининград                                                 |
|         | Гуртьев, Леонтий Николаевич (1891—1943)       | генерал-майор, командир 308-й стрелковой дивизии                                      | мемориальная плита |                            | похоронен в городе Орёл                                                        |
|         | Дмитриева, Евдокия Андреевна (1922—1943)      | командир медико-санитарного звена местной противовоздушной обороны                    | захоронение        |                            | перезахоронена во время строительства мемориального комплекса                  |
|         | Жолудев, Виктор Григорьевич (1905—1944)       | генерал-майор, командир 37-й гвардейской стрелковой дивизии                           | мемориальная плита |                            | похоронен в городе Волковыск                                                   |
|         | Землянский, Владимир Васильевич (1906—1942)   | майор, командир 622-го штурмового авиационного полка                                  | мемориальная плита |                            | останки не обнаружены                                                          |
|         | Ильин, Николай Яковлевич (1922—1943)          | старшина, снайпер (15-я гвардейская стрелковая дивизия)                               | мемориальная плита |                            | похоронен в селе Никольское                                                    |
|         | Каплунов, Илья Макарович (1922—1943)          | рядовой, стрелок-бронебойщик (98-я стрелковая дивизия)                                | мемориальная плита |                            | похоронен в хуторе Нижне-Кумский, Октябрьского района Волгоградской области    |
|         | Клименко, Иван Иванович (1914—1942)           | лейтенант, командир танковой роты (69-я танковая бригада)                             | мемориальная плита |                            | захоронен в городе Калач-на-Дону                                               |
|         | Ковалёва, Ольга Кузьминична (1899—1942)       | сталевар завода Красный Октябрь, боец истребительного батальона                       | мемориальная плита |                            | похоронена в городе Волгоград                                                  |
|         | Кочетков, Василий Дмитриевич (1923—1942)      | младший лейтенант, командир стрелкового взвода (40-я гвардейская стрелковая дивизия)  | мемориальная плита |                            | похоронен в хуторе Дубовой                                                     |
|         | Кузнецов, Александр Александрович (1915—1942) | гвардии капитан, командир стрелкового батальона (40-я гвардейская стрелковая дивизия) | мемориальная плита |                            | похоронен в городе Калач-на-Дону                                               |
|         | Малозёмов, Иван Прокопьевич (1921—1943)       | лейтенант, командир танковой роты (5-й гвардейский танковый полк прорыва)             | захоронение        |                            | перезахоронен в Большую Братскую могилу                                        |
|         | Наумов, Алексей Фёдорович (1923—1943)         | лейтенант, командир танка КВ (91-я танковая бригада)                                  | мемориальная плита |                            | похоронен у хутора Новая Надежда                                               |
|         | Норицын, Пётр Михайлович (1903—1943)          | младший сержант, командир орудия танка КВ (91-я танковая бригада)                     | мемориальная плита |                            | похоронен у хутора Новая Надежда                                               |
|         | Нурадилов, Ханпаша Нурадилович (1920—1942)    | сержант, командир пулемётного взвода (5-я гвардейская кавалерийская дивизия)          | мемориальная плита |                            | похоронен в станице Букановская                                                |
|         | Паникаха, Михаил Аверьянович (1914—1942)      | красноармеец, заместитель командира отделения (193-я стрелковая дивизия)              | мемориальная плита |                            | нет данных                                                                     |
|         | Панчишкина, Клавдия Григорьевна (1921—1942)   | партизанка, (Партизанский отряд Нижне-Чирского района)                                | мемориальная плита |                            | похоронена в посёлке Нижний Чир                                                |
|         | Пассар, Максим Александрович (1923—1943)      | старший сержант, снайпер (23-я стрелковая дивизия)                                    | мемориальная плита |                            | похоронен в посёлке Городище                                                   |
|         | Прокатов, Василий Николаевич (1923—1942)      | сержант, командир отделения стрелкового взвода (350-я стрелковая дивизия)             | мемориальная плита |                            | похоронен в селе Новая Калитва                                                 |
|         | Путилов, Матвей Мефодиевич (1923—1942)        | сержант, командир отделения связи (308-я стрелковая дивизия)                          | мемориальная плита |                            | похоронен в посёлке Самофаловка                                                |
|         | Сердюков, Николай Филиппович (1924—1943)      | младший сержант, командир стрелкового отделения (15-я гвардейская стрелковая дивизия) | мемориальная плита |                            | похоронен в селе Новый Рогачик                                                 |
|         | Смирнов, Павел Михайлович (1908—1943)         | старшина, механик-водитель танка КВ (91-я танковая бригада)                           | мемориальная плита |                            | похоронен у хутора Новая Надежда                                               |
|         | Хазов, Владимир Петрович (1918—1942)          | старший лейтенант, командир танковой роты (6-я танковая бригада)                      | захоронение        |                            | перезахоронен в Большую Братскую могилу                                        |
|         | Хвастанцев, Михаил Поликарпович (1919—1942)   | сержант, командир огневого взвода (15-я гвардейская стрелковая дивизия)               | мемориальная плита |                            | похоронен в селе Дубовый Овраг                                                 |
|         | Шуклин, Илья Захарович (1922—1943)            | старший лейтенант, командир батареи (284-я стрелковая дивизия)                        | мемориальная плита |                            | похоронен в городе Святогорск                                                  |
|         | Ефремов, Василий Сергеевич (1915—1990)        | полковник, командир эскадрильи (10-й гвардейский бомбардировочный авиационный полк)   | захоронение        |                            | похоронен в соответствии с завещанием                                          |
|         | Зайцев, Василий Григорьевич (1915—1991)       | капитан, снайпер (284-я стрелковая дивизия)                                           | захоронение        |                            | перезахоронен в соответствии с завещанием                                      |
|         | Ганус, Феодосий Григорьевич (1912—1943)       | сержант, заряжающий орудия танка КВ (91-я танковая бригада)                           | мемориальная плита |                            | похоронен у хутора Новая Надежда                                               |
|         | Чуйков, Василий Иванович (1900—1982)          | маршал, командующий 62-й армией                                                       | захоронение        |                            | похоронен на Площади Скорби в соответствии с завещанием                        |

## Комментарии
1. ↑  Имена и их последовательность даны в соответствии с: Площадь скорби // Государственный историко-мемориальный музей-заповедник «Сталинградская битва». — Волгоград: Музей-заповедник «Сталинградская битва», Издатель, 2012. — С. 38—39. — 160 с. — 2000 экз. — ISBN 978-5-9233-0970-6.
2. ↑  Звание на момент смерти
3. ↑  Должность во время Сталинградской битвы